# Parlez-moi de vous
Pour plus de détails, voir Fiche technique et Distribution.
Parlez-moi de vous est un long métrage français de Pierre Pinaud, sorti en salles le 11 janvier 2012.

## Synopsis
Claire Martin est animatrice de radio sous le pseudonyme de « Mélina ». La nuit, à l'antenne, elle dialogue avec les auditeurs au sujet de leurs problèmes affectifs et sexuels. Si sa voix est célèbre, personne ne connaît son visage. 
Vivant dans une certaine solitude, elle décide un jour de partir à la recherche de sa mère qui l'a abandonnée dans son enfance et qu’elle n’a donc jamais connue. Elle découvre que celle-ci, de milieu modeste, vit en banlieue au sein d’une famille nombreuse. L’animatrice décide de faire incognito la connaissance de sa mère. Une relation de séduction imprévue se développe entre Mélina et Lucas, le petit-fils par alliance de sa mère.

## Fiche technique
- Titre : Parlez-moi de vous
- Réalisation : Pierre Pinaud
- Scénario : Pierre Pinaud
- Productrice : Stéphanie Carreras

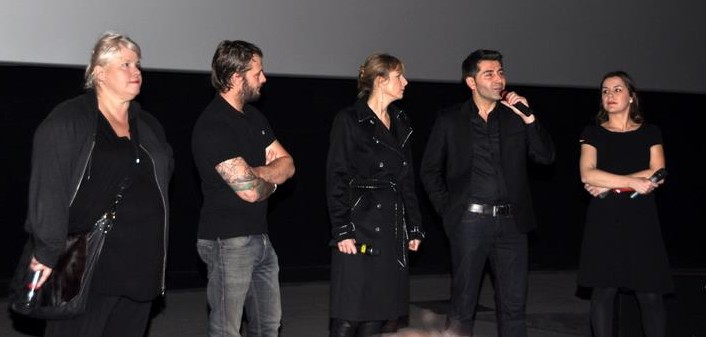
L'équipe du film à l'avant-première parisienne, le 10 janvier 2012.

- Photographie : Guillaume Deffontaines
- Musique : Maïdi Roth
- Son : Lucien Balibar
- Montage : Valérie Deseine et Nathalie Hubert
- Costumes : Elisabeth Tavernier
- Décors : Marie Cheminal
- Format : couleur
- Durée : 89 min
- Pays de production :  France
- Date de sortie :
  - France : 11 janvier 2012

## Distribution
- Karin Viard : Mélina / Claire Martin
- Nicolas Duvauchelle : Lucas
- Nadia Barentin : Joëlle Goulain
- Catherine Hosmalin : Ingrid Goulain, la mère de Lucas
- Patrick Fierry : André, collègue de Mélina
- François Bureloup : Bernard Goulain, le fils de  Joëlle, mari d'Ingrid
- Dani : Barka
- Jean-Noël Brouté : Bertrand, collègue de Mélina
- Élise Otzenberger : Julie Goulain
- Adèle Bonduelle : Amélie Goulain
- Ariane Pirie : Ania
- Hubert Saint-Macary  : le directeur de « Radio France »
- Émilie Hantz : Auditrice Lucie
- Ian Turiak : serveur café chic

## Autour du film
- Nadia Barentin, qui interprète le rôle de Joëlle, la mère, est morte quelques mois après le tournage[1].
- Le film a eu comme titres de travail successifs On air[2] puis La Nuit, je mens[1],[3].
- Le personnage de « Mélina » présente des points communs avec Macha Béranger[4], Caroline Dublanche et Évelyne Adam[5].
- Karin Viard dit s'être un peu inspirée de Pascale Clark pour trouver le style de Mélina en tant qu'animatrice de radio[4].
- Le générique de fin défile sur la chanson Le Bonheur de Berry. Cette utilisation fera connaître l'artiste à bon nombre de spectateurs et contribuera au succès du titre. Deux ans plus tard, Jean-Paul Rouve choisira  également cette même bande-son pour le générique de fin de son film Les Souvenirs. En 2018, ce sera le tour d'Andréa Bescond et Éric Métayer de porter leur choix sur ce titre pour celui de leur film Les Chatouilles.